# Gorleben
Gorleben is een gemeente in de Duitse deelstaat Nedersaksen. De gemeente maakt deel uit van de Samtgemeinde Gartow in het Landkreis Lüchow-Dannenberg. Gorleben telt 607 inwoners.
Gorleben is met name bekend geworden van zoutkoepel Gorleben, een opslagplaats die is gebouwd voor radioactief afval.
- Gemeinsame Normdatei: 4021634-2
- Library of Congress Control Number: n80073203
- Nationale Bibliotheek van Tsjechië: ge421502
- Nationale Bibliotheek van Israël: 987007550205105171
- Virtual International Authority File: 143064917

Bergen an der Dumme · 
Clenze · 
Damnatz · 
Dannenberg · 
Gartow · 
Göhrde · 
Gorleben · 
Gusborn · 
Hitzacker · 
Höhbeck · 
Jameln · 
Karwitz · 
Küsten · 
Langendorf · 
Lemgow · 
Lübbow · 
Lüchow · 
Luckau · 
Neu Darchau · 
Prezelle · 
Schnackenburg · 
Schnega · 
Trebel · 
Waddeweitz · 
Woltersdorf · 
Wustrow · 
Zernien